# Национальная художественная галерея (Вильнюс)

Национа́льная худо́жественная галере́я (лит. Nacionalinė dailės galerija) — национальная художественная галерея в Вильнюсе, подразделение Литовского художественного музея. Располагается на правом берегу реки Нерис по адресу проспект Конституциёс 22 (Konstitucijos pr. 22). Представляет собой просторный современный многофункциональный центр искусства и культуры, состоящий из экспозиции под открытым небом, 11 залов с постоянной экспозицией, зала для временных экспозиций, зала на 200 мест для конференций и культурных мероприятий, Информационного центра современного искусства, образовательного центра, запасников, служебных помещений, кафе, книжный магазин. В Информационном центре современного искусства работает самый крупный в Литве архив информации о литовских художниках XX–XXI веков и библиотека-читальня.
Открыта по вторникам, средам, пятницам, субботам с 11:00 до 19:00, по четвергам с 12:00 до 20:00, по воскресеньям и перед государственными праздниками с 11:00 до 17:00. Не работает по понедельникам и в дни государственных праздников.
Цена билета — 6 евро (скидка в 50 % для школьников, студентов, членов Союза художников Литвы), для детей дошкольного возраста, воспитанников детских домов и некоторых других категорий посетителей бесплатно.

## История

Национальная галерея

Здание было спроектировано в 1968 году архитекторами Гядиминасом Баравикасом и Витаутасом Велюсом и построено в 1980 году. Здесь в 1980—1991 годах действовал Музей революции Литовской ССР. В 1991 году здание было передано Литовскому художественному музею.
В 1993 году была открыта Национальная художественная галерея. В галерее действовала постоянная экспозиция народного искусства и произведений, подаренных скульптором Витаутасом Кашубой, проводились временные выставки. Из-за плохого технического состояния галерея в 1999 году была закрыта.
После реконструкции, проведённой в 2005—2009 годах, Национальная художественная галерея стала современным многофункциональным центром искусства и культуры.

## Концепция
Задачи Национальной художественной галереи заключаются в собирании, научном изучении и представлении искусства Литвы ХХ и XXI века литовским и иностранным посетителям как части современной мировой художественной культуры. Цели галереи включают выявление и изучение художественного наследия Литвы этого периода, расширение кругозора зрителей, выявление связей литовского искусства с искусством других стран, стимулирование новых прочтений литовского искусства, воспитание культуры восприятия визуального искусства.

## Экспозиция

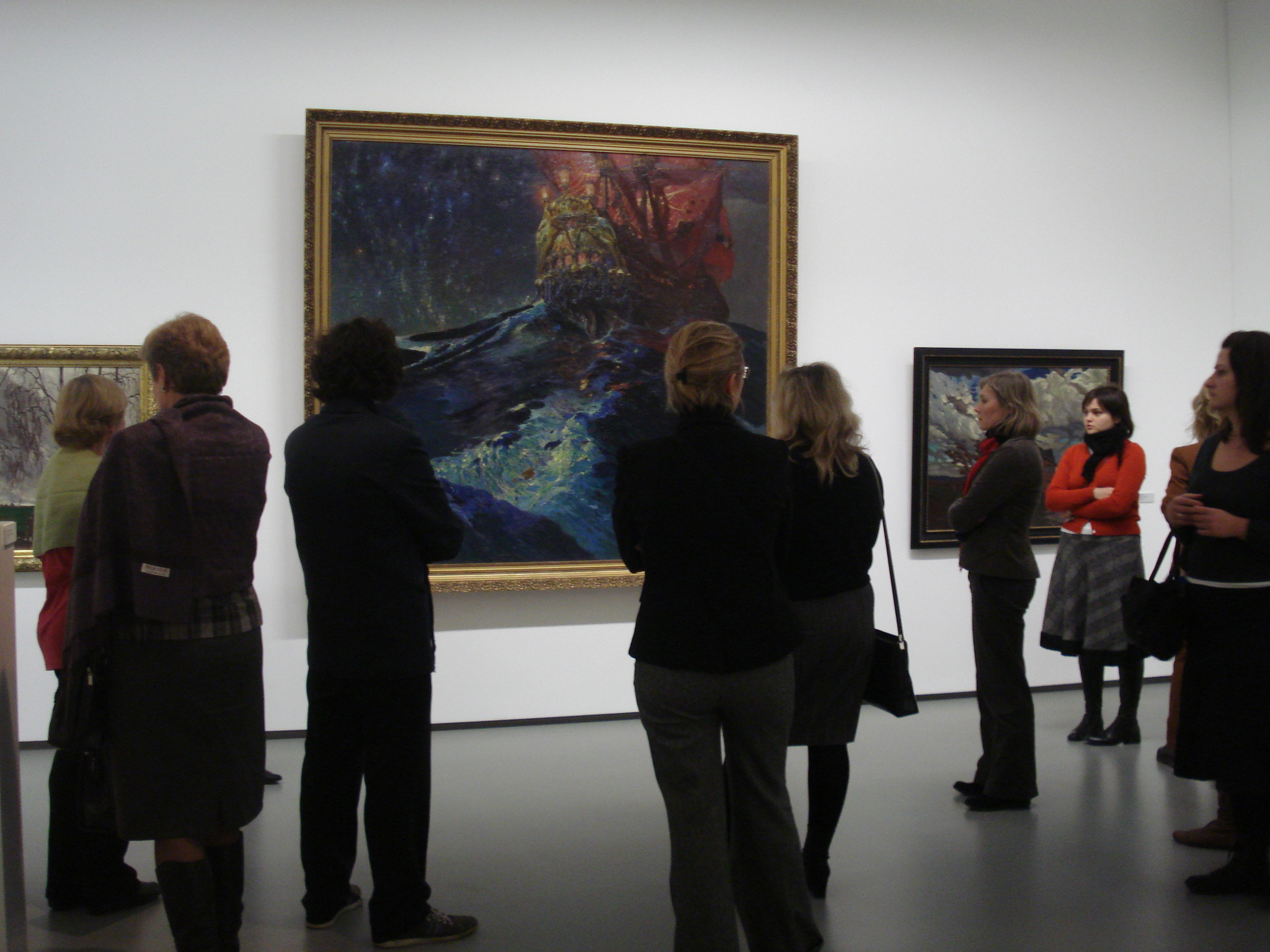
Картины Фердинанда Рущица в Национальной художественной галерее

В вестибюле галереи и её дворике выставляются новые работы художников. В зале для временных экспозиций проводятся выставки литовского и зарубежного искусства XX—XXI веков. В зале для конференций и культурных мероприятий проводятся лекции, конференции, культурные мероприятия, просмотры кино- и видеофильмов литовских и зарубежных художников.
В музейной коллекции литовского искусства ХХ—XXI веков собрано более 46 000 экспонатов.
В постоянной экспозиции музея представлена литовская живопись, скульптура, графика, фотография, объекты, инсталляции, видеоискусство эпохи модернизма и современного периода:
- искусство многонационального Вильнюса начала XX века, литовское художественное движение;
- модернизм в искусстве Литвы и Вильнюса первой половины XX века;
- творчество литовских художников середины XX века в условиях войны и советской оккупации, проявления социалистического реализма;
- литовское искусство второй половины XX века как продолжение традиций модернизма, а также фотография и искусство литовской эмиграции;
- современное литовское искусство конца XX века — начала XXI века.